# كريستيان غونتر (سياسي)
كريستيان إرنست غونتر (بالسويدية: Christian Ernst Günther)‏ هو دبلوماسي وكاتب وسياسي سويدي، ولد في 3 ديسمبر 1886 في Hedvig Eleonora Parish ‏ في السويد، وتوفي في 6 مارس 1966 في Oscar Parish ‏ في السويد. نشط حزبياً في مستقل. وقد انتخب Minister for Foreign Affairs (Sweden) ‏ (13 ديسمبر 1939 – 31 يوليو 1945) وانتخب سفير السويد لدى أوروغواي.

## وصلات خارجية
- كريستيان غونتر على موقع مونزينجر (الألمانية)